# Звєрев Василь Володимирович
Васи́ль Володи́мирович Звє́рев (рос. Василий Владимирович Зверев; 28 серпня 1915 — 23 березня 1945) — радянський військовик часів Другої світвої війни, командир 2-ї танкової роти 3-го танкового батальйону 220-ї окремої танкової Гатчинської Червонопрапорної бригади, лейтенант. Герой Радянського Союзу (1945).

## Життєпис
Народився в селі Велике Кузьміно Царськосельського повіту Петроградської губернії Російської імперії (нині — в межах міста Пушкін Ленінградської області Росії) в селянській родині. Росіянин. Закінчив 5 класів школи і школу ФЗУ. Працював на підприємствах Ленінграда.
У 1936—1938 роках проходив строкову військову службу. Після демобілізації мешкав і працював у місті Сталінську Новосибірської області (нині — місто Новокузнецьк Кемеровської області).
Вдруге призваний до лав РСЧА 26 червня 1941 року. Учасник німецько-радянської війни з вересня 1941 року. Закінчив курси молодших лейтенантів. Командував танковим взводом 1-ї танкової бригади Ленінградського фронту. Член ВКП(б) з 1942 року. З другої половини 1944 року — командир танкової роти 220-ї окремої танкової бригади на 1-му Білоруському фронті.
Особливо лейтенант В. В. Зверєв відзначився у боях на Магнушевському плацдармі під час проведення Вісло-Одерської наступальної операції. У ході прориву сильно укріпленої смуги оборони супротивника, танкова рота під його командуванням вийшла на мінне поле. Залишивши свій танк, лейтенант В. В. Зверєв особисто працював по розмінуванню поля під ворожим обстрілом. Здійснивши стрімкий прорив, танкова рота вийшла до переправи, в бою за яку екіпаж командира роти особисто підбив 1 танк супротивника, знищив 2 гармати і до роти піхоти. Коли танк лейтенанта В. В. Зверєва був підбитий, відбиваючись від супротивника гранатами, танкісти відновили машину і продовжили бій. Завдяки мужності, відвазі і героїзму лейтенанта В. В. Зверєва була захоплена переправа через річку Пилиця, що забезпечило увесь подальший успіх бою.
22 березня 1945 року в бою на плацдармі на західному березі річки Одер вміло керував діями танкової роти. Його екіпаж першим увірвався до поселення Геншмар. Вийшовши на його околицю, екіпаж лейтенанта В. В. Зверєва відбив 5 контратак супротивника, вступив у вогневий бій з чотирма ворожими САУ. Знищивши дві самохідки, загинув разом з екіпажем у танку.
23 березня 1945 року в братській могилі на північній окраїні міста Нойдамм були поховані командир роти 1-го танкового батальйону капітан Головач Я. П., командир роти 3-го танкового батальйону лейтенант Зверєв В. В., командир взводу 1-го танкового батальйону старший лейтенант Головченко В. Т., командири танків молодші лейтенанти Биков С. П., Шарапов С. В. та члени їх екіпажів.

## Нагороди
Указом Президії Верховної Ради СРСР від 27 лютого 1945 року «за зразкове виконання бойових завдань командування на фронті боротьби з німецькими загарбниками та виявлені при цьому відвагу і героїзм», лейтенантові Зверєву Василю Володимировичу присвоєне звання Героя Радянського Союзу з врученням ордена Леніна і медалі «Золота Зірка».
Також нагороджений орденом Вітчизняної війни 1-го ступеня (11.05.1945) і медаллю.